# Rugby Club Rottweil
Der Rugby Club Rottweil (RCR) ist ein traditionsreicher deutscher Rugby-Union-Verein aus Rottweil, Baden-Württemberg. Gegründet im Jahr 1970, hat sich der Verein über Jahrzehnte als feste Größe im deutschen Rugby etabliert. Der RCR ist aktiv im Männer-, Frauen- und Jugendrugby und hat in diesen Bereichen bedeutende Erfolge auf regionaler und nationaler Ebene erzielt. Aktuell spielt die Herrenmannschaft in der 2. Rugby-Bundesliga Süd/West und verfolgt ambitioniert das Ziel des Aufstiegs in die 1. Bundesliga.

## Geschichte
Die Geschichte des Rugby Club Rottweil begann 1969 mit der Gründung einer Rugby-AG am Leibniz-Gymnasium in Rottweil durch den ehemaligen Rugby-Nationalspieler Günter Thiel. Das Interesse war so groß, dass bereits ein Jahr später, 1970, der Verein offiziell gegründet wurde.
Von Beginn an wurde großer Wert auf die Nachwuchsarbeit gelegt, die sich früh auszahlte: Schon 1973 und 1975 wurden die C-Schüler Süddeutscher Meister und erreichten zweimal das Endspiel um die Deutsche Meisterschaft. Die B-Schüler wurden zudem 1975 Deutsche Vizemeister.

## Herrenmannschaft

### Bundesliga-Jahre und sportliche Erfolge (1971–1994)
In der Saison 1971/72 sorgte der RC Rottweil erstmals für Aufsehen, als die junge Mannschaft auf Anhieb Meister der Regionalliga Süd wurde. Bereits im Folgejahr verteidigten die „Schwarz-Gelben“ den Regionalliga-Titel und wagten anschließend den Sprung in die Bundesliga. Aufgrund mangelnder Erfahrung gelang es dem Team jedoch zunächst nicht, sich dauerhaft in der höchsten Spielklasse zu etablieren, sodass nach nur einer Saison der direkte Abstieg folgte.
1975 eroberte der RCR erneut die Regionalliga-Meisterschaft und schaffte umgehend den Wiederaufstieg in die Bundesliga. Dieses Mal sorgten jedoch hohe finanzielle Belastungen durch weite Fahrten zu Auswärtsspielen dafür, dass die Rottweiler nach nur einem Jahr freiwillig wieder abstiegen.
Ab 1976 zeigte der Verein konstante sportliche Stärke und errang drei Jahre hintereinander die Meisterschaft der Regionalliga Süd. Damit gelang 1979 der dritte Bundesliga-Aufstieg. Die anschließende Phase zwischen 1979 und 1985 gilt als die erfolgreichste Zeit des RC Rottweil. In dieser Ära machte sich vor allem die intensive und konsequente Nachwuchsarbeit bezahlt, die zuvor nicht immer einfach gewesen war. Das Team entwickelte sich zu einer festen Größe in der Bundesliga Süd und erreichte regelmäßig Spitzenpositionen: 1981 wurde man Zweiter, 1982 Dritter und 1985 schließlich Vierter der Bundesliga Süd. In diesen drei Spielzeiten qualifizierten sich die Rottweiler jeweils für die Endrunde um die Deutsche Rugby-Meisterschaft, schieden jedoch stets im Viertelfinale gegen die starken Mannschaften aus Hannover aus.
Nach einem erneuten Abstieg 1986 gelang dem RCR 1989 noch einmal die Rückkehr in die 1. Bundesliga. Allerdings konnte sich die Mannschaft dort nicht dauerhaft behaupten und spielte von 1992 bis 1994 in der damals neu eingeführten 2. Bundesliga. Ab 1994 folgte eine lange Periode, in der der Verein sportlich nicht über die Regionalliga hinauskam und dort dauerhaft verblieb.

### Krise und Wiederaufbau (1994–2008)
In den 1990er Jahren geriet der Verein in eine sportliche Krise. Insbesondere die Jugendarbeit wurde vernachlässigt, was einen deutlichen Leistungsabfall zur Folge hatte. Ein entscheidender Wendepunkt folgte 1996 mit einem gezielten Neustart: Unter Leitung von Karl-Heinz Bahr und Gunther Wilde wurde eine D-Schülermannschaft gegründet und eine intensive Zusammenarbeit mit Rottweiler Schulen begonnen. Diese Maßnahmen schufen langfristig ein solides Fundament für die Nachwuchsarbeit und legten den Grundstein für den späteren Wiederaufstieg.

### Neue Erfolge und Stabilisierung (seit 2008)
Seit dem Jahr 2008 war der RC Rottweil wieder mit einer ersten Mannschaft in der Regionalliga aktiv. Durch kontinuierliche Entwicklung gelang 2013 schließlich der lang ersehnte Aufstieg in die 2. Bundesliga Süd, wo sich der Verein rasch in der Spitzengruppe etablierte. Besonders bemerkenswert waren die Finalteilnahmen im DRV-Pokal 2014 und 2015, bei denen der RCR jeweils knapp dem Heidelberger TV unterlag.
2017 erreichte der Verein einen großen Meilenstein: Mit dem Gewinn des Ligapokals nach einem spannenden 17:13-Finalsieg gegen StuSta München holten die Rottweiler ihren ersten nationalen Titel der Vereinsgeschichte.
Seitdem hat sich der RC Rottweil als ernsthafter Anwärter für den Aufstieg in die 1. Bundesliga etabliert. Mehrfach – darunter 2019, 2023 und 2024 – scheiterte das Team nur knapp an diesem Ziel. In der Saison 2024/25 gelang es den „Schwarz-Gelben“ schließlich, als ungeschlagener Tabellenführer zu überwintern. Mit Trainer Will Esau verfolgt die Mannschaft aktuell erneut konsequent den Traum von der Rückkehr in die höchste deutsche Rugby-Spielklasse.

## RCR-Frauenmannschaft
Die Frauenmannschaft des RC Rottweil wurde im Sommer 1989 anlässlich eines Rugby-Turniers im französischen Neuilly-sur-Marne gegründet. Bereits in ihren ersten Jahren erzielte das Team beachtliche sportliche Erfolge. So belegten die RCR-Frauen sowohl 1992 als auch 1993 jeweils den dritten Platz bei den Deutschen Meisterschaften.
Der Höhepunkt der frühen Erfolgsgeschichte folgte im Jahr 1994, als die Mannschaft den bis heute größten Triumph ihrer Vereinsgeschichte feierte: Im Finale der Deutschen Meisterschaft gelang den Frauen des RC Rottweil ein knapper, aber umjubelter 3:0-Sieg gegen den SC Neuenheim, womit der erste und bisher einzige nationale Titel für die RCR-Frauen gewonnen wurde.
In den folgenden Jahren konnten die Rottweilerinnen diesen großen Erfolg jedoch nicht wiederholen. Gegen Ende der 1990er-Jahre folgte eine schwierige Phase des personellen Umbruchs, die schließlich zum vollständigen Auseinanderbrechen der Frauenmannschaft führte.
Nach mehreren Jahren ohne Frauenrugby wurde das Team neu aufgebaut. Heute tritt die Frauenmannschaft des RC Rottweil gemeinsam mit Spielerinnen anderer Vereine in einer Spielgemeinschaft an, welche aktuell in der 15er Rugby Frauen Bundesliga B aktiv ist. In der Saison 2024/25 belegte das Team zur Winterpause den dritten Tabellenplatz und befindet sich damit erneut auf einem vielversprechenden sportlichen Weg.

## Nachwuchsarbeit
Die Jugendarbeit ist ein zentraler Bestandteil des Vereinskonzepts beim RCR. Nachdem die Nachwuchsarbeit beim RCR über mehrere Jahre nicht sehr konsequent betrieben wurde, starteten 1996 Karl-Heinz Bahr und Gunther Wilde einen Neuanfang mit einer D-Schülermannschaft. Dabei wurde großer Wert auf die Projekte im Rahmen der Kooperation Verein und Schule gelegt.
Der RCR verfügt heute über Mannschaften in allen Altersklassen der Schüler (U8, U10, U12, U15, U16), die an den Meisterschaften des Rugby-Verbandes Baden-Württemberg (RBW) teilnehmen. Regelmäßig stellt der Verein Spieler für die Baden-Württemberg Auswahl in verschiedenen Altersklassen.

## Oldierugby
In den letzten Jahren wurden die Alten Herren des RCR durch das Engagement von Gerhard Trick zu einer Stütze im Oldierugby des RBW. So wurde der Georg-Holek-Cup 2010 bereits zum zweiten Mal in Rottweil ausgetragen.

## Nationalspieler
Der Rugby Club Rottweil hat zahlreiche Nationalspieler hervorgebracht:
Herren-Nationalspieler
- Daniel Eneke –  Spieler der deutschen 7er-Rugby-Nationalmannschaft, nahm an der World Rugby Sevens Challenger Series 2024/25. Eneke ist aktuell als Sportsoldat aktiv und spielt für den TSV Handschuhsheim.
- Robert Lehmann – debütierte 2020 in der deutschen 15er-Nationalmannschaft, mehrere Länderspiele. Spielt aktuell beim SC Neuenheim.
- Markus Brausam  – debütierte 2022 in der deutschen 15er-Nationalmannschaft. Spielt aktuell beim SC Neuenheim.
- Nicolas Rinklin – Zwischen 2019 und 2023 regelmäßig Spieler der deutschen 7er- und 15er-Nationalmannschaft, bei der Rugby-Europameisterschaft einmal als „Spieler des Spiels“ ausgezeichnet. Spielt aktuell beim SC Neuenheim.
- Marcus Trick – Zwischen 2000 und 2010 absolvierte er insgesamt 20 Länderspiele für Deutschland. Gewann mit seinem späteren Verein SC Neuenheim mehrmals die Deutsche Meisterschaft.
- Armon Trick – mehrfacher deutscher Rugby-Nationalspieler. Gewann mit seinem späteren Verein SC Neuenheim mehrmals die Deutsche Meisterschaft.
- Bernd Kramer, Martin Huonker, Peter Mehl und Franz Roth – Prägende Spielerpersönlichkeiten der erfolgreichen Rottweiler Rugby-Generation der 1980er-Jahre, die regelmäßig für die deutsche Nationalmannschaft nominiert wurden und wesentlichen Anteil an den damaligen Erfolgen des RC Rottweil hatten.

Frauen-Nationalspielerinnen
- Steffi Gruber – Langjährige Nationalspielerin im 7er- und 15er-Rugby, nahm an zahlreichen Rugby-Europameisterschaften teil und ist mehrfach Deutsche Meisterin geworden. Spielt aktuell beim SC Neuenheim.
- Pia Erhardt –  15er-Nationalmannschaft. Spielt aktuell beim SC Neuenheim.
- Maria Saile – Ehemalige Nationalspielerin. Spielt aktuell beim SC Neuenheim.
- Franziska Holpp – Ehemalige Nationalspielerin, spielt noch aktiv beim Rugby Club Rottweil.
- Jutta Sauter, Paola Lopez, Monika Hezinger, Susanne Wiedemann und Manuela Wiedemann – Weitere Nationalspielerinnen des RC Rottweil.

## Vorsitzende
- 1970–1991: Günter Thiel (Ehrenvorsitzender seit 1991)
- 1991–1993: Volker Weber
- 1993–1998: Karlheinz Eigenmann
- 1998–2002: Günter Thiel
- Seit 2002: Karl-Heinz Bahr

## Erfolge im Überblick
- DRV-Ligapokal: Sieger 2017
- DRV-Pokal: Finalist 2014, 2015
- 2. Bundesliga Süd: Vizemeister 2013/14, 2014/15, 2023/24
- Deutsche Meisterschaft Frauen: Meister 1994, 3. Platz 1992 & 1993
- Zahlreiche Jugendtitel auf regionaler und nationaler Ebene